# آدم سافيتش
آدم سافيتش مواليد 15 يوليو 1986 في البوسنة والهرسك، هو لاعب كرة يد بوسني يلعب كحارس مرمى. يلعب حاليا مع بوليتخنيكا تيميشوارا ويحمل الرقم 12. مثل منتخب البوسنة والهرسك لكرة اليد.